# Assemblea nazionale costituente
L'Assemblea nazionale costituente (in francese: Assemblée nationale constituante), nota anche come Assemblea costituente del 1789 (in francese: Assemblée constituante de 1789), fu la prima assemblea costituente della storia francese.
Venne ufficialmente istituita il 9 luglio 1789, dopo che i rappresentanti del Terzo Stato - già convocati il 5 maggio negli Stati generali, insieme ai rappresentanti del Clero e della Nobiltà - si erano proclamati "Assemblea nazionale" (17 giugno), impegnandosi solennemente a non separarsi prima di aver dato una costituzione alla Francia (giuramento della Pallacorda, 20 giugno). Ebbe da qui origine un grande movimento rivoluzionario, il cui primo atto simbolico fu la presa della Bastiglia (14 luglio) da parte del popolo parigino insorto a difesa dell'Assemblea.
Nei suoi due anni circa di esistenza i deputati dell'Assemblea costituente discussero e approvarono molte riforme, destinate a mutare radicalmente il volto della Francia. Ebbe inizio con l'Assemblea un'altra società, del tutto innovativa rispetto a quella dell'Ancien Régime: una società amministrata e diretta dalla borghesia.
L'Assemblea nazionale approvò come suo atto finale la Costituzione (3 settembre 1791); il 30 settembre dello stesso anno, avendo adempiuto al suo compito, l'Assemblea nazionale si sciolse e venne sostituita dall'Assemblea legislativa, eletta a suffragio censitario.

## Nascita dell'Assemblea costituente

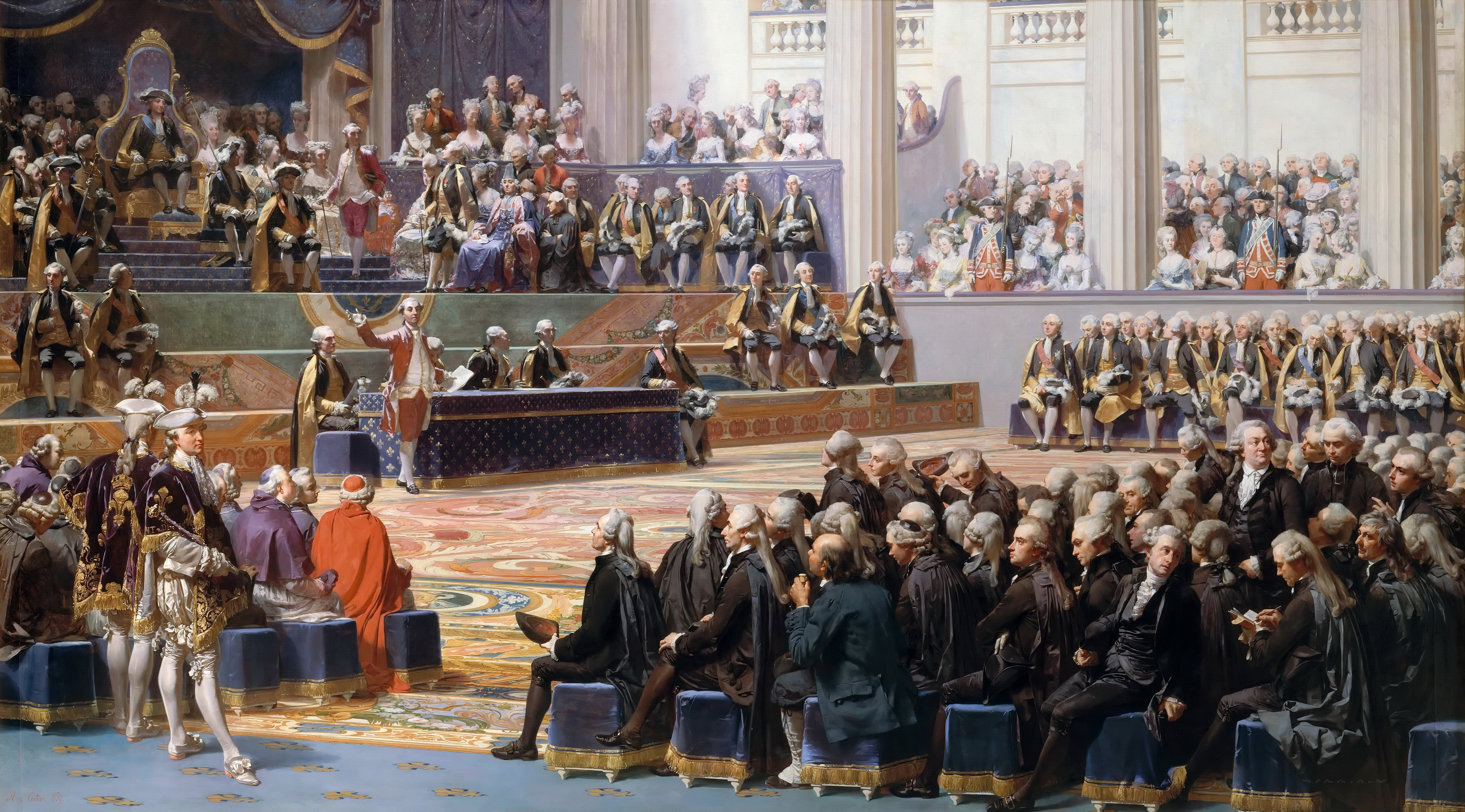
Auguste Couder: Versailles, 5 maggio 1789, apertura degli Stati Generali

L'origine dell'Assemblea nazionale costituente risiede negli Stati Generali, convocati l'8 agosto 1788 per volontà dei due ordini privilegiati, ossia Nobiltà e Clero, alle quali il re, in notevoli difficoltà economiche, voleva imporre il pagamento delle tasse fino ad allora gravanti unicamente sul Terzo Stato. Istituiti nel Medioevo, gli Stati generali costituivano l'assemblea dei rappresentanti dei tre ordini (Clero, Nobiltà, Terzo Stato), riunita saltuariamente e con poteri soltanto consultivi per esprimere un parere sull'operato del sovrano.
L'intenzione dei nobili e degli ecclesiastici, dunque, è di fare degli Stati generali uno strumento per ribadire i propri privilegi. Fin dall'inizio, tuttavia, la situazione sfugge loro di mano: la campagna elettorale per scegliere i deputati da inviare agli Stati generali diventa una grande occasione per il Terzo Stato di discutere, acquistare coscienza di sé e reclamare tutti i diritti negati.
Appena insediati, il 5 maggio 1789 a Versailles, gli Stati generali si dividono sulla questione del voto: i combattivi deputati del Terzo Stato, assai più numerosi di quelli degli altri due stati messi insieme, richiedono che si voti per testa (secondo il principio "un voto per ogni eletto") mentre Clero e Nobiltà vogliono mantenere la tradizionale votazione per ordine, che consentirebbe loro di mantenere la supremazia nell'assemblea.
Nell'impossibilità di raggiungere un accordo, il 17 giugno i rappresentanti del Terzo Stato si proclamano Assemblea nazionale (il termine "costituente" viene ufficialmente aggiunto il 9 luglio) e tre giorni dopo, radunati nella sala della Pallacorda, giurano di non separarsi finché non avranno dato una costituzione alla Francia (giuramento della Pallacorda, 20 giugno). Forzato dalle circostanze, il 27 giugno re Luigi XVI invita i rappresentanti degli altri due ordini a riunirsi con i rappresentanti del Terzo Stato.
Nonostante i buoni propositi dei suoi artefici, questa rivoluzione nelle aule assembleari non avrebbe avuto però il successo sperato se non fosse stato per l'intervento a suo favore del grosso del Terzo Stato, ovvero quello del popolo comune. In un primo momento, insorge il popolo parigino, che il 14 luglio 1789 assedia ed espugna la fortezza - prigione della Bastiglia, odiato simbolo dell'assolutismo regio: è l'avvio di una seconda fase, definita dagli storici "rivoluzione cittadina", fondamentale perché segna l'irruzione delle masse popolari sulla scena politica (non a caso in Francia si festeggia il 14 luglio come data d'inizio della rivoluzione). A distanza di pochi giorni insorgono anche le campagne; questa "rivoluzione contadina" si dirige contro i cosiddetti diritti feudali.
Le due rivoluzioni popolari dell'estate 1789 mostrano sia ai rappresentanti del Terzo Stato che agli altri due stati la diffusa ostilità nei confronti dell'ancien régime e il consenso popolare verso il progetto di dare una costituzione allo stato francese.

## Destra e Sinistra
L'Assemblea costituente è formata da 1145 deputati. Fra questi: il generale La Fayette, che aveva combattuto nella Rivoluzione Americana; il conte di Mirabeau, nobile ma anti-assolutista; l'astronomo Jean Sylvain Bailly, che sarebbe poi diventato il primo sindaco di Parigi; l'abate Sieyès, autore dell'opuscolo Che cos'è il Terzo Stato? nel quale veniva identificato il popolo come vera nazione e gli altri due ordini (nobiltà e clero) come pesi morti del Paese. Per il momento poco conosciuto, ma destinato ad essere un futuro di leader, è Robespierre, giovane avvocato di Arras. La sede dell'Assemblea inizialmente è a Versailles, ma dopo che il re, il 6 ottobre 1789, è obbligato dai rivoltosi a trasferirsi a Parigi, anche la Costituente si sposta nella capitale, nella sala del Maneggio, dove per quasi 2 anni condurrà un'attività duplice e contemporanea. Viene infatti affidato ad alcune apposite commissioni il compito di stendere la nuova costituzione; nel frattempo nelle sedute ordinarie si svolge una vera e propria attività di tipo legislativo.
Nel corso delle riunioni si impone pian piano l'usanza di identificare i diversi gruppi parlamentari con i termini "destra" o "sinistra": a destra si siedono i nobili e i membri del clero che avevano in principio cercato senza risultato di opporsi all'abolizione dell'ancien régime, mentre nel centro e a sinistra prendono posto i rappresentanti del Terzo Stato e tutti i deputati contrari ai privilegi, a loro volta distinti fra monarchici e repubblicani, liberali e democratici. La maggioranza dell'Assemblea la detengono comunque deputati contrari all'assolutismo ma di tendenze moderate, fautori di una monarchia costituzionale, diffidenti nei confronti del movimento popolare e delle sue richieste di giustizia sociale ed economica.

## L'abolizione della feudalità
Dopo la presa della Bastiglia, il 14 luglio, scoppiano gravi disordini nelle campagne francesi. Come già accennato, i contadini, esasperati dalla crisi economica e ancora sotto il giogo feudale, attaccano i castelli dei nobili, bruciano gli archivi in cui sono annotati i diritti signorili, uccidono chi gli resiste. È un grande vento di protesta contro "l'oppressione feudale".
Per arginare la rivolta nella notte del 4 agosto 1789 l'Assemblea costituente decreta di abolire immediatamente i diritti feudali, le esenzioni fiscali, la giustizia signorile, le decime. Certo, i signori non vengono espropriati del tutto dei loro diritti, considerati come una proprietà privata, e in quanto tale inviolabili; infatti i contadini dovranno riscattare in denaro i loro obblighi. Tuttavia si tratta di una decisione storica, che segna la fine dell'ancien régime e l'avvio di una nuova legislazione fondata sull'uguaglianza civile dei singoli.
L'Assemblea, approvando a gran voce il decreto, si è spogliata volontariamente dei suoi privilegi. Questa scelta rafforza la posizione, all'interno dell'Assemblea, del Terzo Stato che controlla sistematicamente gli altri ordini. Tuttavia alcuni deputati del Terzo Stato non hanno gradito il decreto; il loro leader, il carismatico Dupont de Nemours, appartenente al centro-destra, sostiene che si tratta una violazione dei diritti dei cittadini. Per comprendere questa opposizione bisogna considerare che, oltre ai nobili, anche i borghesi hanno delle proprietà terriere che vogliono difendere. Dupont viene comunque messo a tacere dall'assemblea.
In conclusione la notte del 4 agosto è, come osserva lo storico Ernest Labrousse, «...la grande notte antifeudale per eccellenza...», nonché «...la grande conquista del popolo delle campagne...»; d'altronde «...con questi testi che promettono molto di più di quanto diano, sparisce unicamente o quasi la feudalità formale; in complesso la feudalità reale, la feudalità economica rimane. L'aristocrazia, moltiplicando le rinunce, ha conservato il meglio del patrimonio...».

## La Dichiarazione dei diritti dell'uomo e del cittadino
Pochi giorni dopo, il 26 agosto 1789, l'Assemblea approva il preambolo della futura legge fondamentale dello stato, la Dichiarazione dei diritti dell'uomo e del cittadino, documento che riassume al suo interno i valori del 1789, affermando in modo chiaro e puntuale i concetti di libertà e uguaglianza che avevano fino a quel momento guidato il moto rivoluzionario. Il bersaglio polemico del testo, come d'altronde quello dell'Assemblea e più in generale della rivoluzione, è infatti l'ancien régime basato sul privilegio. Tenendo conto che la proprietà è definita come un diritto inalienabile e sacro, si capisce comunque che l'uguaglianza proclamata dalla Dichiarazione è solo di tipo giuridico e civile, non economico.
Il testo è articolato in una breve premessa e 17 articoli, dei quali i primi 3 sono i più importanti in quanto sanciscono i principi fondamentali: l'uguaglianza degli uomini (art. 1); l'esistenza di diritti naturali e inalienabili di ogni singolo individuo - libertà, proprietà, sicurezza e resistenza all'oppressione -, che nemmeno lo stato può calpestare (art. 2); la sovranità popolare (art.3).
La restante parte della Dichiarazione ha il fine di dare concretezza, nei vari campi della vita associata, a questi principi: si affermano così la libertà di religione, di parola e di stampa; la tutela da arresti e da condanne arbitrarie; il divieto di tortura; la presunzione di innocenza finché non c'è una condanna definitiva. Il principio della volontà generale come fonte della legge, l'equità e il criterio del merito per l'accesso agli incarichi pubblici sono solennemente affermati nell'articolo 6 con queste parole:
«La legge è l'espressione della volontà generale. Tutti i cittadini hanno diritto di concorrere, personalmente o mediante i loro rappresentanti, alla sua formazione. Essa deve essere uguale per tutti, sia che protegga, sia che punisca. Tutti i cittadini essendo uguali ai suoi occhi, sono ugualmente ammissibili a tutte le dignità, posti ed impieghi pubblici secondo le loro capacità, e senza altra distinzione che quella delle loro virtù o dei loro talenti.»

## Confisca dei beni della Chiesa e risposta del papa
Un grande problema che i membri dell'Assemblea devono affrontare è quello finanziario, che aveva messo in moto il meccanismo di convocazione degli Stati generali. In primo luogo si decide che, per sanare almeno in parte i gravosi debiti statali, vengano confiscate tutte le terre del clero; Viene così votata il 2 novembre 1789 la legge sulla nazionalizzazione dei beni del clero, che dichiara disponibili per la nazione tutti i beni della Chiesa. Questa decisione è ben accolta dalla popolazione, in particolare dalla borghesia, alla quale viene venduto gran parte dell'immenso patrimonio terriero (circa il 6-10% del territorio nazionale).
La nazionalizzazione crea però uno stato di tensione fra l'Assemblea rivoluzionaria e la Chiesa cattolica, che si aggrava dopo la decisione presa dai deputati il 13 febbraio 1790 di sciogliere tutti gli ordini religiosi che non sono dediti all'assistenza e all'insegnamento.
Dopodiché viene firmata, il 12 luglio, la Costituzione civile del clero che trasforma i sacerdoti in funzionari stipendiati al servizio dello Stato, sottoponendo a rigido controllo la loro attività e impedendo così ogni interferenza del papa (da cui la condanna da parte di papa Pio VI): infatti la legge attribuiva la nomina dei vescovi e dei parroci alle assemblee elettorali locali e, come tutti gli altri funzionari, anche gli ecclesiastici furono obbligati a giurare fedeltà alla nazione, al re e alla Costituzione civile. Però solo 7 vescovi su 130 prestarono il giuramento, mentre il basso clero si divise a metà tra preti giurati o costituzionali, che giurano fedeltà alla Costituzione, e preti refrattari, che invece si schierano contro.
Anche se la Costituzione e l'abolizione della feudalità hanno la precedenza nel lavoro dei deputati, vengono comunque decise altre riforme. Sul piano amministrativo, l'Assemblea opera una semplificazione, dividendo il paese in 83 dipartimenti, a loro volta divisi in distretti, cantoni, comuni, retti da organi elettivi (decreto del 22 dicembre 1789).
Sotto un profilo economico l'Assemblea erige le basi per un sistema di stampo capitalistico. Va ricordata a questo proposito la liberalizzazione degli scambi commerciali, con l'abolizione del monopolio della compagnia francese delle Indie orientali e di altre compagnie privilegiate e la soppressione delle dogane interne. Inoltre, con la Legge Le Chapelier, del 14 giugno 1791, vengono abolite le antiche corporazioni dei mestieri e proibiti sindacati e il diritto di sciopero, dando così minori garanzie ai lavoratori e liberando i capitalisti da responsabilità e vincoli.

## La Costituzione del 1791
Il 3 settembre 1791 il re Luigi XVI è costretto ad accettare la nuova costituzione, elaborata dall'Assemblea, la quale presenta molti elementi di continuità con la Dichiarazione dei diritti dell'uomo e del cittadino.
Un elemento di continuità è la separazione dei poteri: il potere legislativo viene assegnato ad Parlamento composto da un'unica camera, quello esecutivo al re e al governo, quello giudiziario ad un corpo di magistrati eletti dal popolo. Inoltre i ministri di nomina regia non potevano essere membri dell'Assemblea. Un altro elemento di continuità è l'abolizione di ogni forma di discriminazione nei confronti delle minoranze religiose, cosicché protestanti ed ebrei diventano cittadini a pieno titolo.
La costituzione non è comunque priva di contraddizioni: non viene ad esempio abolita la schiavitù nelle colonie francesi (che sarà decretata solo nel febbraio del 1794), nonostante tutte le solenni dichiarazioni di uguaglianza e libertà dell'uomo e del cittadino espresse precedentemente nelle sedute dell'Assemblea.
Inoltre si adotta un sistema elettivo a base censitaria, dividendo così i cittadini francesi in attivi e passivi. Per essere definito attivo, e quindi avere diritto di voto, il cittadino deve pagare come minimo tasse equivalenti al prezzo di tre giornate di lavoro; invece i poveri e i nullatenenti rientrano nella categoria dei passivi e sono esclusi dalla vita politica; in questo modo risultano esclusi circa 2-3 milioni di cittadini maschi adulti, una notevole parte della popolazione, mentre gli attivi sono 4.300.000.
Un'altra notevole contraddizione è infine l'esclusione dai diritti politici delle donne: per questo motivo le più attive rivoluzionarie protestano e rispondono con la creazione di club femminili. Tra queste donne coraggiose e colte vale la pena ricordare Olympe de Gouges, che stende provocatoriamente nel 1791 la Dichiarazione dei diritti della donna e della cittadina.
Sul piano dei rapporti famigliari, tuttavia, la Costituzione riconosce diritti alle donne: l'articolo 7 dichiara che il matrimonio è un contratto civile, il che implica la parità dei soggetti contraenti. Terminati i suoi compiti, il 30 settembre 1791, l'Assemblea nazionale costituente si scioglie; le succede l'Assemblea legislativa, eletta a suffragio censitario. Nessuno dei deputati dell'Assemblea nazionale costituente entra a far parte di questa nuova assemblea: un decreto votato il 16 maggio del 1791, per iniziativa di Robespierre, aveva sancito la loro non rieleggibilità.